# Pedro Vieira de Almeida
Pedro Vieira de Almeida (Lisboa, 12 de dezembro de 1933 – Porto, 12 de setembro de 2011) foi um arquiteto português.
Exerceu a sua atividade em Portugal, Cabo Verde e Moçambique. Para além da prática da arquitetura e do planeamento, teve importante atividade enquanto teórico, crítico e historiador da arquitetura.

## Biografia e obra
Filho do professor e filósofo Francisco Vieira de Almeida, formou-se na Escola Superior de Belas Artes do Porto em 1963.
As suas primeiras reflexões no âmbito da teoria da arquitetura integraram a sua tese para obtenção do diploma de arquiteto (1962-64). "Inaugurando o que podemos designar por geração fundadora da crítica, Pedro Vieira de Almeida tende a fazer evoluir a sua obra no sentido de um crescente empenhamento na área da história da arquitetura, articulando a teoria do espaço com o valor do tempo e a noção de passado, analisando os aspetos da produção arquitetónica num sistema interpretativo global".
A partir do final da década de 1950 integrou o atelier de Nuno Teotónio Pereira e Nuno Portas, tendo colaborado em diversos projetos: Igreja do Sagrado Coração de Jesus (1962), casa de Vila Viçosa (1959), Mosteiro de Sassoeiros.
Foi bolseiro da Fundação Calouste Gulbenkian, em Inglaterra, para a realização do "Estudo das relações entre o espaço da arquitetura e o comportamento". Datam dessa época "Espaço Perdido" (Jornal Letras e Artes, 1965) e as primeiras abordagens à obra de Siza Vieira.
No final da década de 1960 propõe uma nova interpretação da obra de Raul Lino, por ocasião da exposição sobre esse arquiteto, "exaltando a modernidade contida no agenciamento do espaço e a organicidade patente na valorização do sítio".
Em 1970 vence o Concurso da Igreja dos Olivais (concluída em 1979); dois anos mais tarde obtém o primeiro lugar no Concurso Internacional para a Urbanização de Vilamoura. Em 1972 inicia o Plano da Avenida da Liberdade, onde defende os valores de unidade-significado da Avenida enquanto eixo estruturador da cidade, valorizando não apenas os edifícios mas igualmente os ambientes urbanos. Entre 1975 e 1977 dirige o Gabinete de Apoio Técnico (GAT) de Bragança (1975-77); nos dois anos imediatos trabalha na reconstrução de Moçambique.
Ao longo das décadas de 1980 e 1990 aprofunda as suas reflexões teóricas, publicando História da Arte Moderna (1986) e "A Noção de passado na Arquitetura das décadas difíceis" (Rassegna, Milano, 1994). Participa na organização de exposições sobre autores-chave como Carlos Ramos ou Viana de Lima.
Pedro Vieira de Almeida marcou o debate arquitetónico desde os anos de 1960 em diante. Participou em numerosos seminários, conferências, encontros e debates. Publicou em revistas nacionais e internacionais."Fazendo da história da arquitetura um elemento importante da disciplina arquitetónica, propôs uma crítica da génese da arquitetura que aprofunda a compreensão da obra arquitetónica nas suas relações entre estrutura e arte, como consequência direta de processos sociais, onde é manifesta uma coerência histórica e interpretativa".
Organizou um curso de iniciação à arquitetura na Sociedade Nacional de Belas Artes. Foi professor no Ar.Co (1973-75) e na Escola Superior Artística do Porto (década de 1980). Dedicou-se à docência da Arquitetura em várias instituições, a principal das quais foi a Escola Superior Artística do Porto (ESAP), onde foi professor de Teoria da Arquitetura (1998-2009) e a cujo Conselho Científico presidiu. Foi fundador e investigador do Centro de Estudos Arnaldo Araújo de que era diretor à data da sua morte.

## Publicações principais[1]
- Ensaio Sobre o Espaço da Arquitectura. CODA, Porto: ESBAP, 1963
- " Raul Lino Arquitecto Moderno" in Raul Lino, exposição retrospectiva da sua obra. Lisboa: Fundação Calouste Gulbenkian, 1970
- Arquitetura do século XVIII em Portugal. Pretexto e argumento para uma aproximação semiológica. Braga: Separata, 1973.
- Modernismo-Pós-modernismos. Paris: Centre Pierre Francastel, 1984.
- História da Arte em Portugal, vol. 14. Arquitectura Moderna. Alfa, 1986, (Direção com José Manuel Fernandes; texto p. 1-153 com Maria Helena Maia)
- Carlos Ramos, exposição retrospetiva da sua obra. Lisboa: Fundação Calouste Gulbenkian, 1986 (com Octávio Lixa Filgueiras e Rui Mário Gonçalves)
- "Forma e Imagem no Urbanismo de 700 e 800" in Estudos de História e Arte. Homenagem a Artur Nobre de Gusmão. 1995.
- Viana de Lima arquiteto 1913-1991. Porto e Lisboa: Cooperativa Árvore e Fundação Calouste Gulbenkian, 1996.
- Eduardo Nery 1956-1996. Lisboa: Fundação Calouste Gulbenkian, 1997.
- "Arquitetura e Poder: representação nacional". In: Portugal:Architektur Im. 20 Jahrhundert. DAM/PF 97, 1997.
- Os Concursos de Sagres - "Representação 35". Condicionantes e Consequências. Tese de Doutoramento, Universidad de Valladolid, 1998.
- A Arquitectura no Estado Novo. Uma Leitura Crítica. Lisboa: Livros Horizonte, 2002
- O Tronco da Arquitectura. Do racionalismo como borbulha. Porto: CEAA, col. Edições Caseiras/4, 2002.
- Arnaldo Araújo, Arquitecto (1925-1982). Pedro Vieira de Almeida e Alexandra Cardoso. Catálogo da exposição. Porto: CEAA, col. Edições Caseiras/1, 2002.
- Da Teoria. Oito lições. Porto: CESAP/ESAP, 2005
- Octávio Lixa Filgueiras, Arquitecto (1922-1996). Pedro Vieira de Almeida e Alexandra Cardoso. Porto: CEAA, col. Edições Caseiras/10, 2007.
- Cruzamentos. Pedro Vieira de Almeida e Carlos Melo Ferreira. Porto: CEAA, col.Edições Caseiras/12, 2007.
- Apontamentos para uma Teoria da Arquitetura. Lisboa: Horizonte, 2008.
- Dois Parâmetros da Arquitectura Postos em Surdina. O propósito de uma investigação. Porto:CEAA, Edições Caseiras/14, 2010
- Ler Le Corbusier. Alexandra Trevisan, Josefina Gonzalez Cubero e Pedro Vieira de Almeida Editores. Porto: CEAA, 2012
- Dois Parâmetros de Arquitectura Postos em Surdina. Leitura crítica do Inquérito à arquitectura regional. Caderno 1. Porto: CEAA, Edições Caseiras/16, 2012
- Dois Parâmetros de Arquitectura Postos em Surdina. Leitura crítica do Inquérito à arquitectura regional. Caderno 2. Porto: CEAA, Edições Caseiras/17, 2013
- Ensaio Sobre o Espaço da Arquitectura. Porto: CEAA, Edições Caseiras/21 | Série PVA/1, 2013
- António Ferro. Um projecto e dois ensaios. Porto: CEAA, Edições Caseiras/22 | Série PVA/2, 2013, 2014.